# 3 janvier 1947
Le 3 janvier 1947 est le 3e jour de l'année 1947 du calendrier grégorien. Il s'agit d'un vendredi.

## Naissances
- Patricia Anthony, auteur de science-fiction américain.
- Fran Cotton, joueur anglais de rugby à XV.
- Adam Myjak, sculpteur et enseignant polonais.
- Ann Riquier, écrivain, tibétologue et réalisatrice française.
- André Schneider, homme politique français.

## Décès
- Jean Bernex, homme politique français.
- Abdeljelil Zaouche, homme politique et homme d'affaires tunisien.